# Hallundaröset

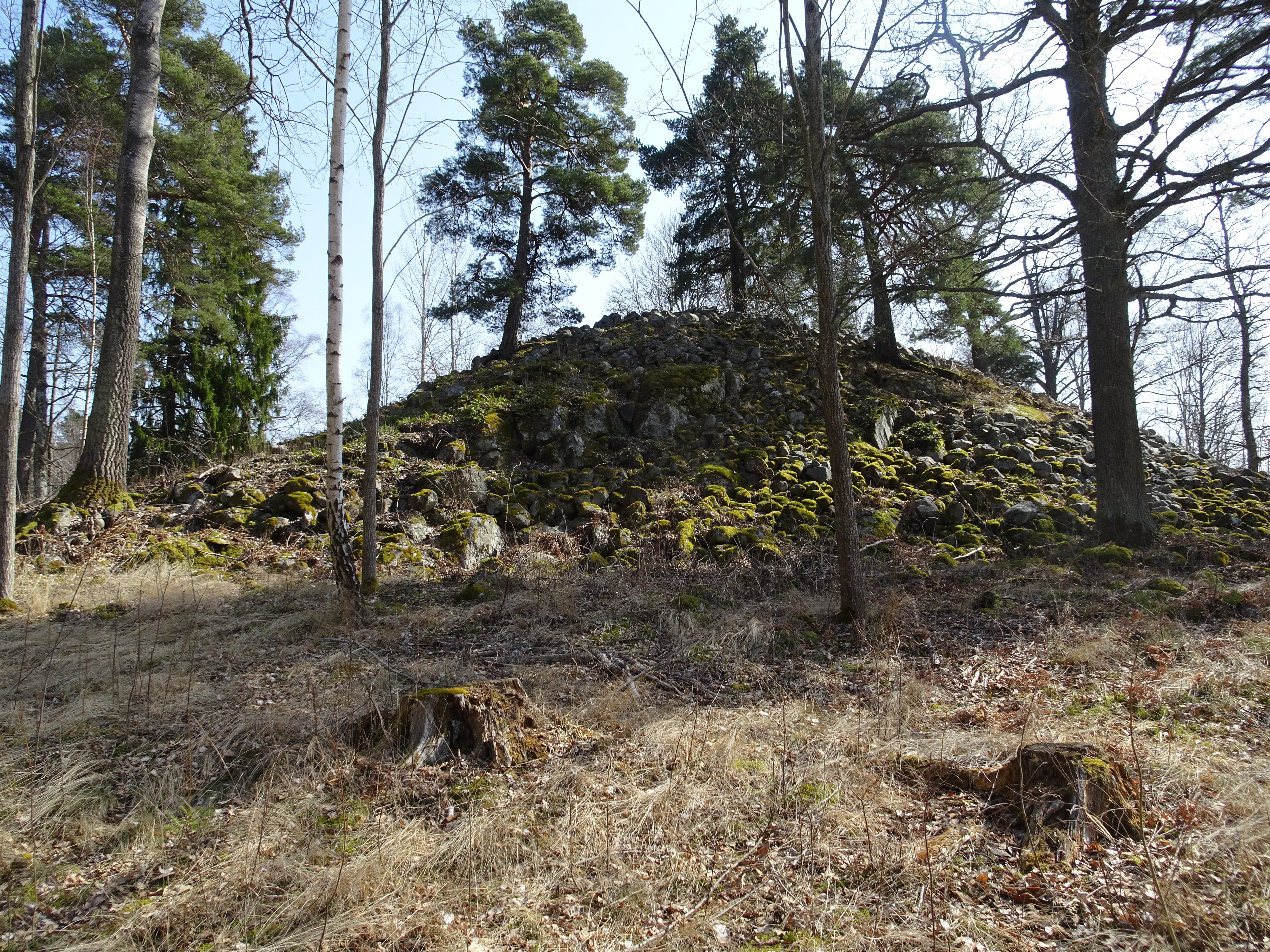
Hallundaröset sett från nordväst.

Hallundaröset är en fornlämning nära Hallunda gård i Botkyrka socken, Botkyrka kommun, Stockholms län. Lämningen från Bronsåldern har RAÄ-nummer Botkyrka 70:1 och är Södermanlands näst största kända gravröse. Eftersom Hallundaröset ligger i skogskanten och uppe på ett berg kunde det bevaras när Hallundas nya bostadsområden uppfördes i början an 1970-talet. Hallunda kulturstig och Mälarpromenaden passerar förbi här.

## Beskrivning
Trakten kring Hallunda gård är rik på fornlämningar. Platsen var bebodd redan på forntiden och utgjorde någon form av centralort. Boplatsen vid Hallunda härstammar från yngre bronsåldern, cirka 1 000–900 f.Kr. Totalt omfattar Hallundaboplatsen ungefär två hektar land, endast en liten del är utgrävd. Det var här de människor bodde som en gång i tiden reste Hallundaröset. Då låg röset närmare Mälarens vatten och strandlinjen gick ungefär tio meter över dagens.
Röset ger ett mäktigt intryck, fem till sex meter hög och med en diameter på ungefär 35 meter. Röset anordnades kring och på en naturlig bergklack, därav det monumentala intrycket. Fyllningen består av stenar med storlek 0,2 till 0,6 meter i diameter och bildar ett cirka 2,5 meter tjockt täcke på berget. Hallundaröset är inte arkeologiskt undersökt. Om det skulle finnas gravar i röset ligger de förmodligen på sidorna eller strax nedanför intill rösets fot. Ofta innehåller gravrösen flera gravar och de kan ha varit i bruk under flera generationer, men fortfarande under bronsåldern.

## Bilder

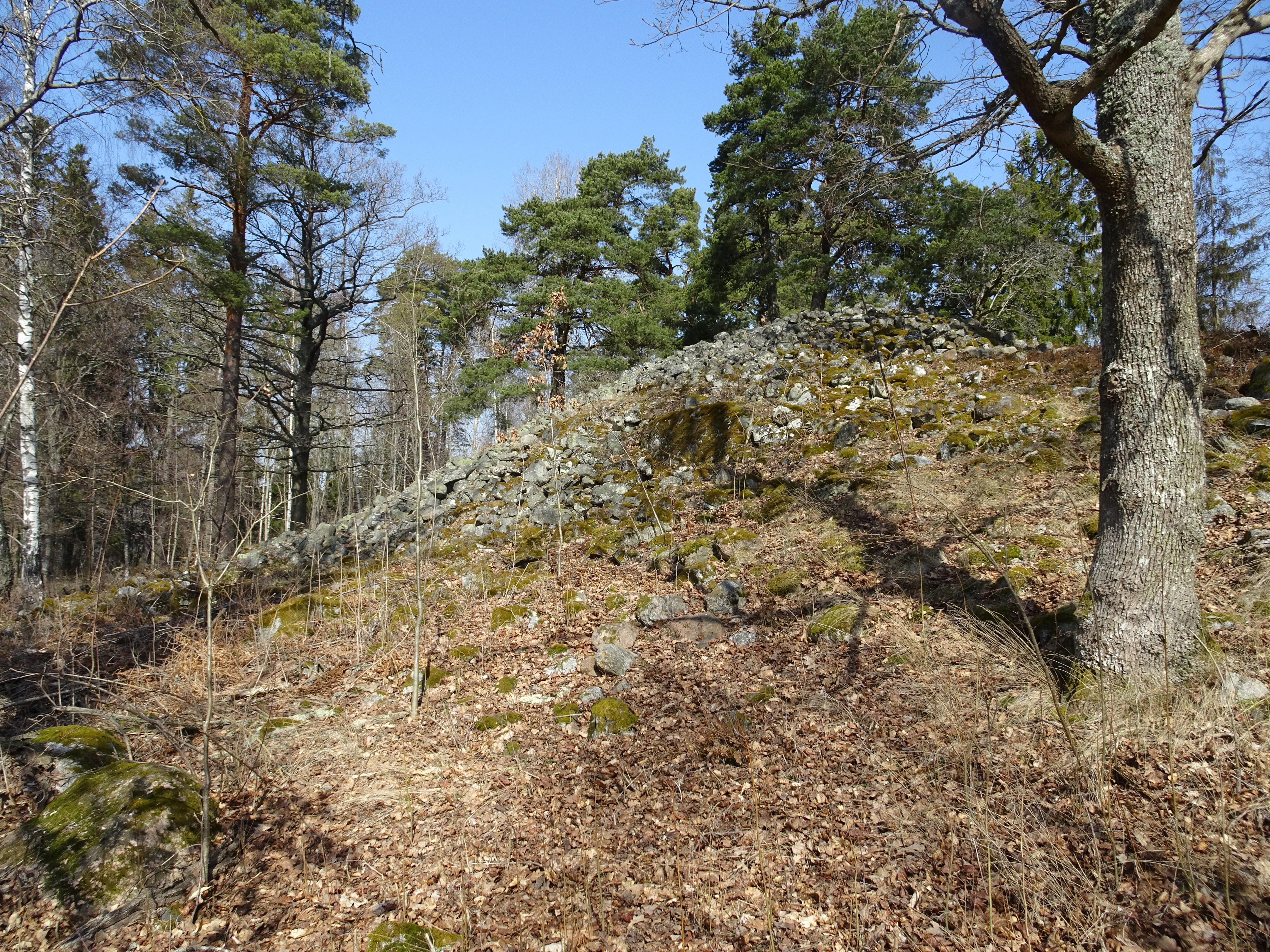
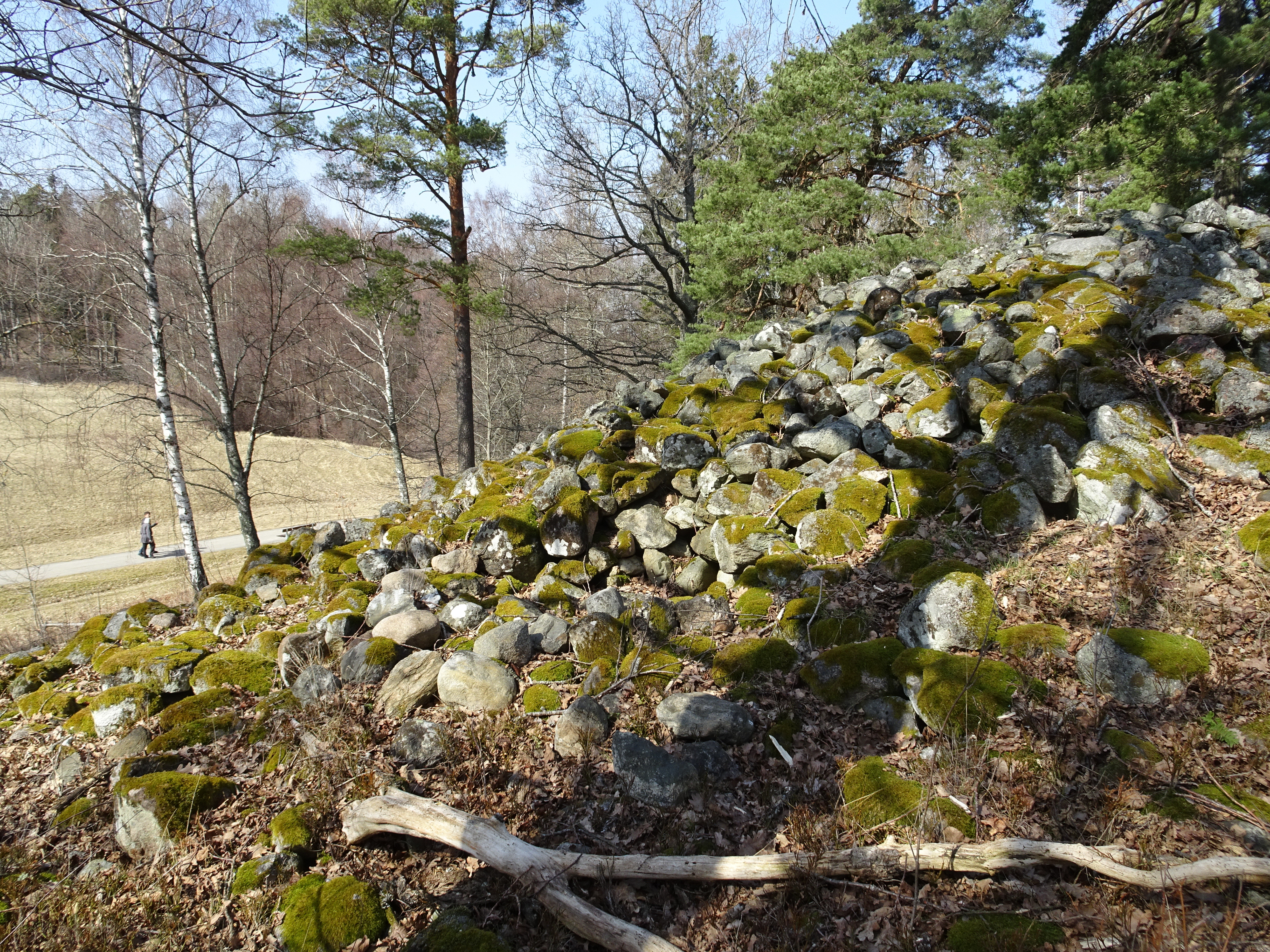
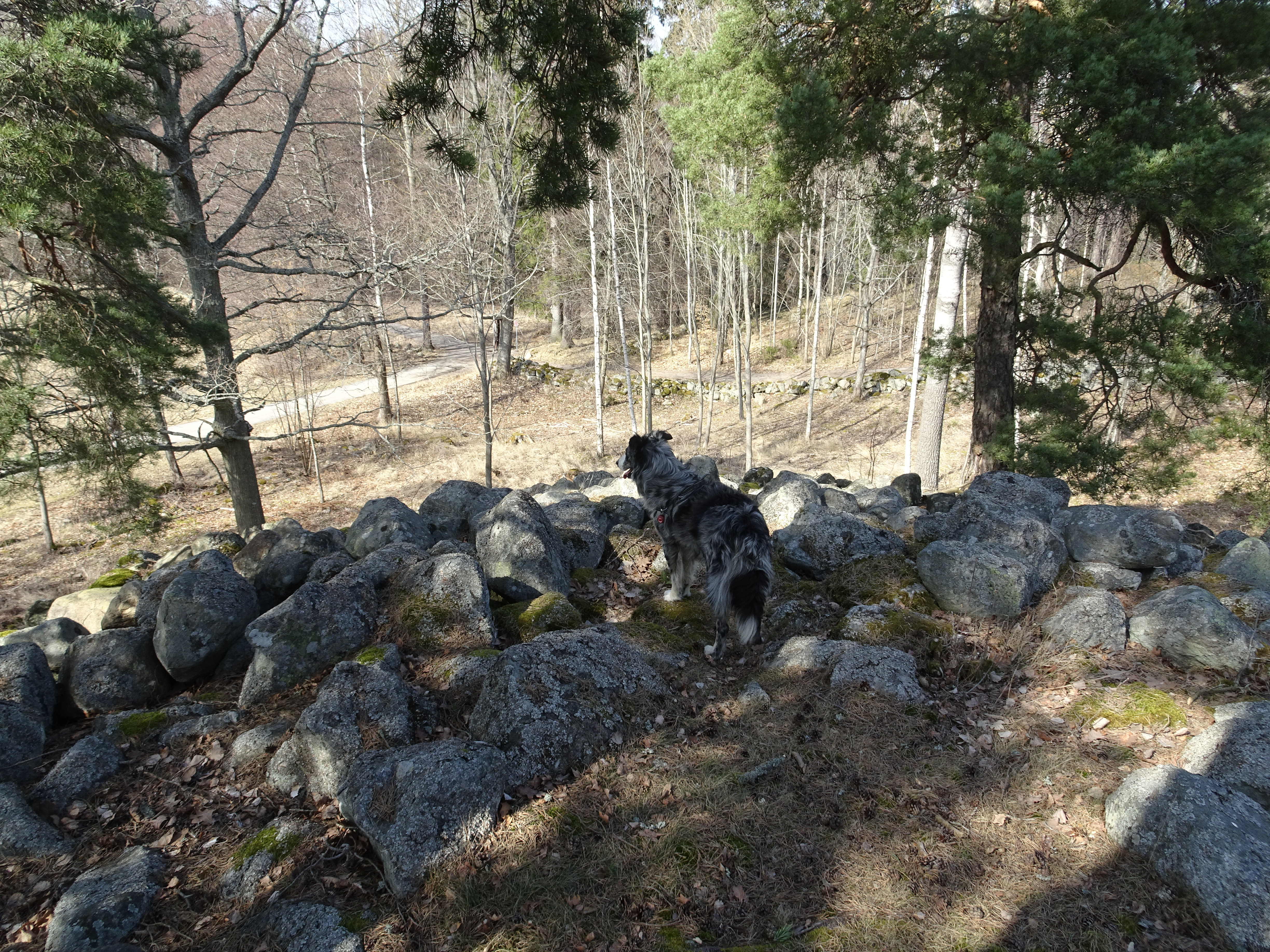
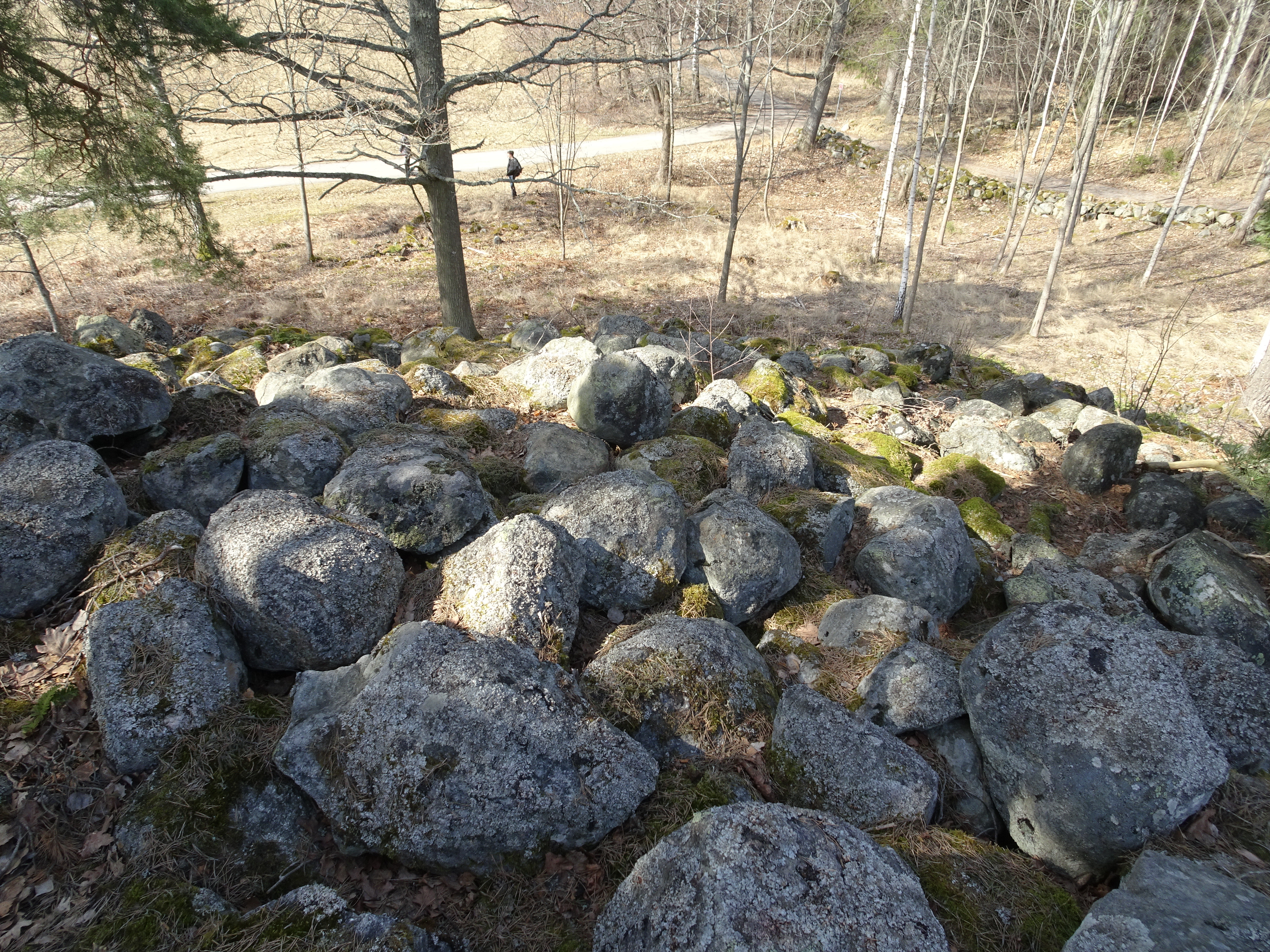